# Майнетти, Габриэле
Габриэ́ле Майне́тти (итал. Gabriele Mainetti; род. 7 ноября 1976, Рим) — итальянский актёр кино и телевидения, режиссёр, сценарист, композитор и кинопродюсер.

## Биография
Родился 7 ноября 1976 года в Риме, в семье предпринимателя Вальтера Майнетти.
Окончил факультет истории и критики кино Римского университета Рома Тре. Затем посещал курсы режиссуры, фотографии, производства и сценаристов в Школе искусств Тиш в Нью-Йоркском университете.
В 1999 году началась актёрская карьера Майнетти в кино, он снялся в фильмах «Всё небо в одной комнате» и «Жизнь меня не пугает».
Он пишет саундтреки к своим короткометражным фильмам и некоторым документальным фильмам, но его настоящая страсть — режиссура.
Габриэле Майнетти является владельцем 90% акций продюсерской компании «Goon Films».

## Фильмография
| Год  |     | Русское название         | Оригинальное название    | Роль                                      |
| ---- | --- | ------------------------ | ------------------------ | ----------------------------------------- |
| 1999 | ф   | Все небо в одной комнате | Il cielo in una stanza   | актёр                                     |
| 2000 | с   | Семейный доктор          | Un medico in famiglia    | актёр                                     |
| 2006 | кор | Бакенбарды               | Basette                  | режиссёр, продюсер и композитор           |
| 2012 | кор | Мальчик-тигр             | Tiger Boy                | режиссёр, продюсер и композитор           |
| 2015 | ф   | Меня зовут Джиг Робот    | Lo chiamavano Jeeg Robot | режиссёр, композитор, продюсер            |
| 2021 | ф   | Отчаянные мстители       | Freaks Out               | сценарист, режиссёр, композитор, продюсер |
| 2025 | ф   | Запретный город          | La città proibita        | сценарист, режиссёр                       |